# 조선물산공진회

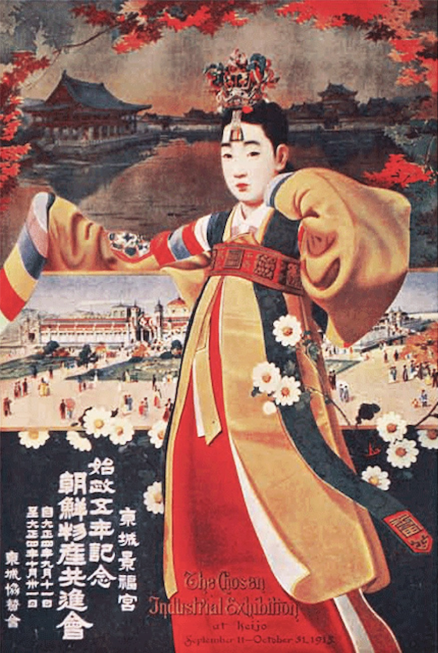
공식 포스터

조선물산공진회 (朝鮮物産共進会), 정식 명칭으로 시정5년기념 조선물산공진회 (始政五年記念朝鮮物産共進会)는 일제강점기였던 1915년 9월 11일부터 10월 31일까지 경성부의 경복궁 일대에서 열린 박람회였다.
시정 5년이라는 명칭에서 드러나듯, 일본 제국의 한일병합 5주년을 기념하여 일제의 조선 통치를 정당화하고 정착시키려는 조선총독부의 취지 아래 개최되었다. 조선물산공진회는 1907년 두 차례의 박람회 이후 개최된 조선 내 첫 대규모 박람회였으며, 이후 1928년 조선박람회 개최로 이어지게 된다.
조선물산공진회는 개최 취지가 1910년대 조선총독부의 무단통치에 따른 식민통치의 공고화였다는 점, 박람회장으로 삼은 경복궁의 대대적인 파괴와 훼손을 자행했다는 점에서 비판적인 평가를 받는다. 이태문은 "경복궁을 의도적으로 개조함으로써 일제는 식민지 조선의 민족의식까지 근본적으로 변혁시키는 목적을 달성하려 했다"고 평가한다.

## 배경과 준비
1910년 일본 제국의 한일병합 이후 5년을 맞이한 조선총독부는 그간의 통치 성과를 과시하고, 조선의 산업 발전을 도모하며, 일본 본토의 관람객에게 그 실상을 알리겠다는 취지 아래 박람회 개최 계획에 나섰다. 이를 위해 일제의 통치로 "개선 진보" (改善進歩)한 조선의 산업, 교육, 위생, 토목, 교통, 경제 등에 관한 시설과 통계, 조선에서 생산된 제품의 전시, 그밖에 조선과 관련된 일본과 각국의 생산품 전시를 기획하였다.
1913년부터 개최 계획이 세워졌으며, 1914년 8월에는 공진회 평의회가 발족, 준비가 본격화되었다. 평의회 사무총장으로는 조선총독부 정무총감이 임명되었다. 박람회의 장소는 경복궁 내 약 72,000평에 달하는 부지와 인천부 수족관 한 곳으로 결정되었다. 조선총독부는 경복궁 내 전각 대부분을 철거하고, 박람회 전시장 6동을 가설하였다. 일부 전각은 철거하지 않고 수리하여 박람회장으로 활용하였다.
박람회 개최를 계기로 조선 각지 37개소에 협찬회, 관람 장려회가 조직되었다. 협찬회와 관람 장려회는 지방 거주자의 단체 관람을 주선하는 주 목적 외에도, 금강산에서는 강원도 협찬회가 일본인 관광객을 위해 일식이 마련된 숙박 시설을 준비하거나, 인천에서는 수족관이 문을 여는 등, 공진회를 계기로 조선을 찾는 일본인에 대한 관광 알선에 나섰다.

## 개최
1915년 9월 11일 박람회 개막 당일, 다이쇼 천황의 명을 받아 방한한 간인노미야 고토히토 친왕, 고노 히로나카 농상무장관, 데라우치 마사타케 조선 총독이 식장에 참석했다.
조선물산공진회에서는 조선 각지에서 출품한 각종 생산품이 전시됐다. 이들 출전 품목 가운데 관공청에서 출품한 제품, 해외에서 출품된 '부외 참고품'을 제외한 전 품목에 대해 심사가 이루어졌으며, 그 결과에 기반하여 포상이 이루어졌다. 심사대상은 총 25,096건으로, 그 중 6965건이 포상 대상이 되었다.
조선물산공진회의 전시 구성은 제1호관, 제2호관, 심세관 (審勢館), 미술관 (美術館), 기계관 (機械館), 참고관 (参考館), 농업분관 (農業分館), 수산분관 (水産分館)으로 이뤄졌다. 조선의 산업, 교육, 위생, 토목, 교통, 경제 등의 분야에서 일제의 조선 통치로 인한 성과를 자축하는 본 회장과, 전시장 내부에 미니어처 철도를 설치한 철도국 특설관 (鉄道局特設館)이 인기를 끌었다. 철도국 특설관에 설치된 첨탑은 조선에서 가장 높은 건축물로도 알려졌다. 장내 시설 중에서는 조선의 전통 공연과 일본 공연, 영화 상영이 진행되는 연예관 (演芸館)도 인기를 끌었다.
박람회장 내부는 6,205개의 전등으로 대규모 조명 장식이 꾸며져, 신문에서는 "불야성" (不夜城)이라는 비유를 남겼다.
조선물산공진회 개최에 맞춰 소규모 박람회가 함께 열리기도 하였는데 가정박람회 (家庭博覧会), 조선철도 1천리 기념축하식 (朝鮮鉄道一千里記念祝賀式), 일본적십자사 및 애국부인회 조선지부총회 (日本赤十字社及び愛国婦人会朝鮮支部総会) 등 각종 행사가 조선호텔, 경성호텔 등 경성 각지에서 개최되었다. 이들 행사에 맞춰 많은 관계자가 경성에 모이면서 공진회도 함께 둘러보기도 하였다.
조선물산공진회는 51일에 걸쳐 개최되었으며, 총 관람객은 1,164,383명으로 집계되었다. 본토에서 건너온 일본인 관람객은 299,541명으로 집계되었다.

### 당시 모습

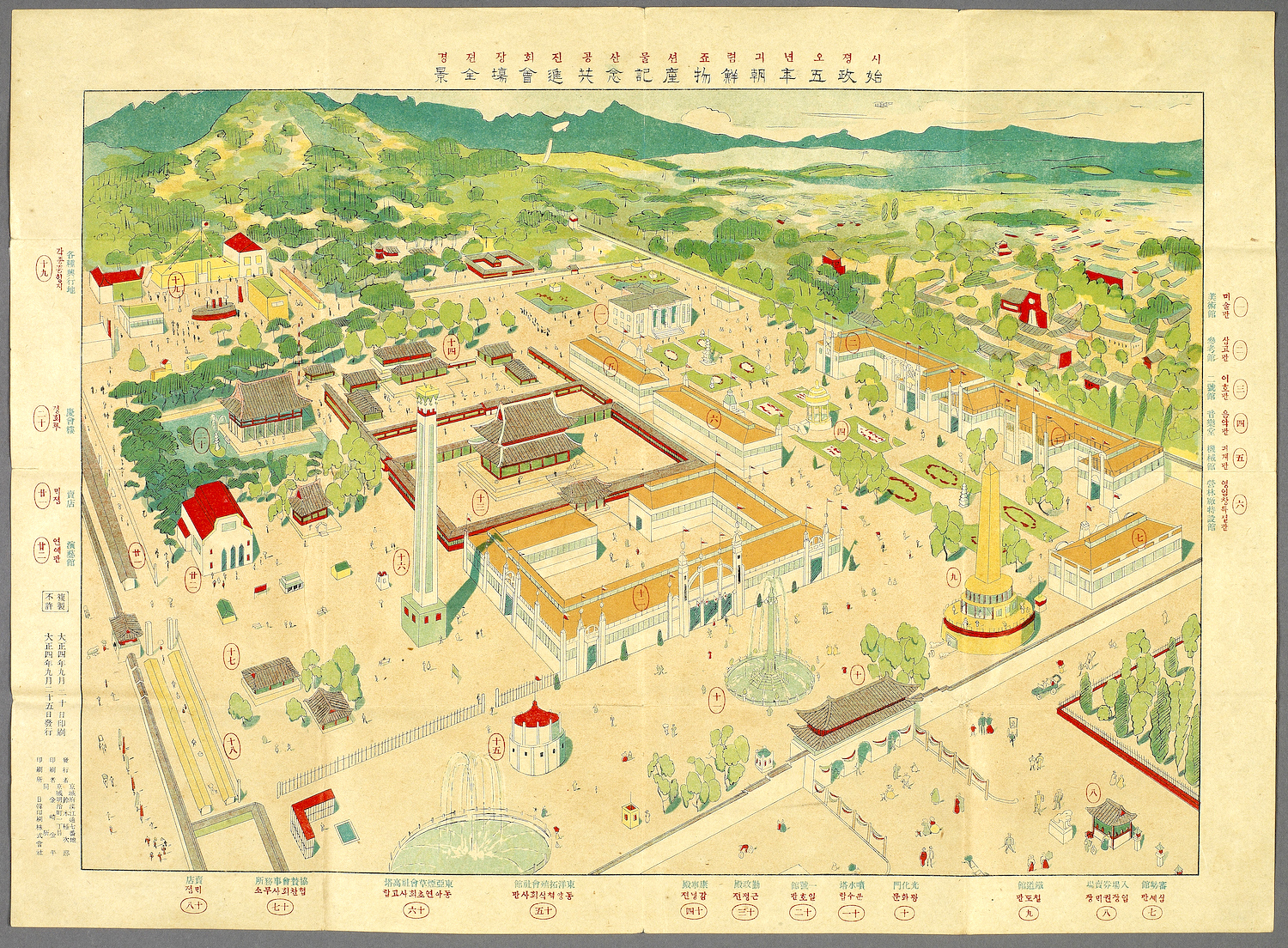
조선물산공진회 안내도
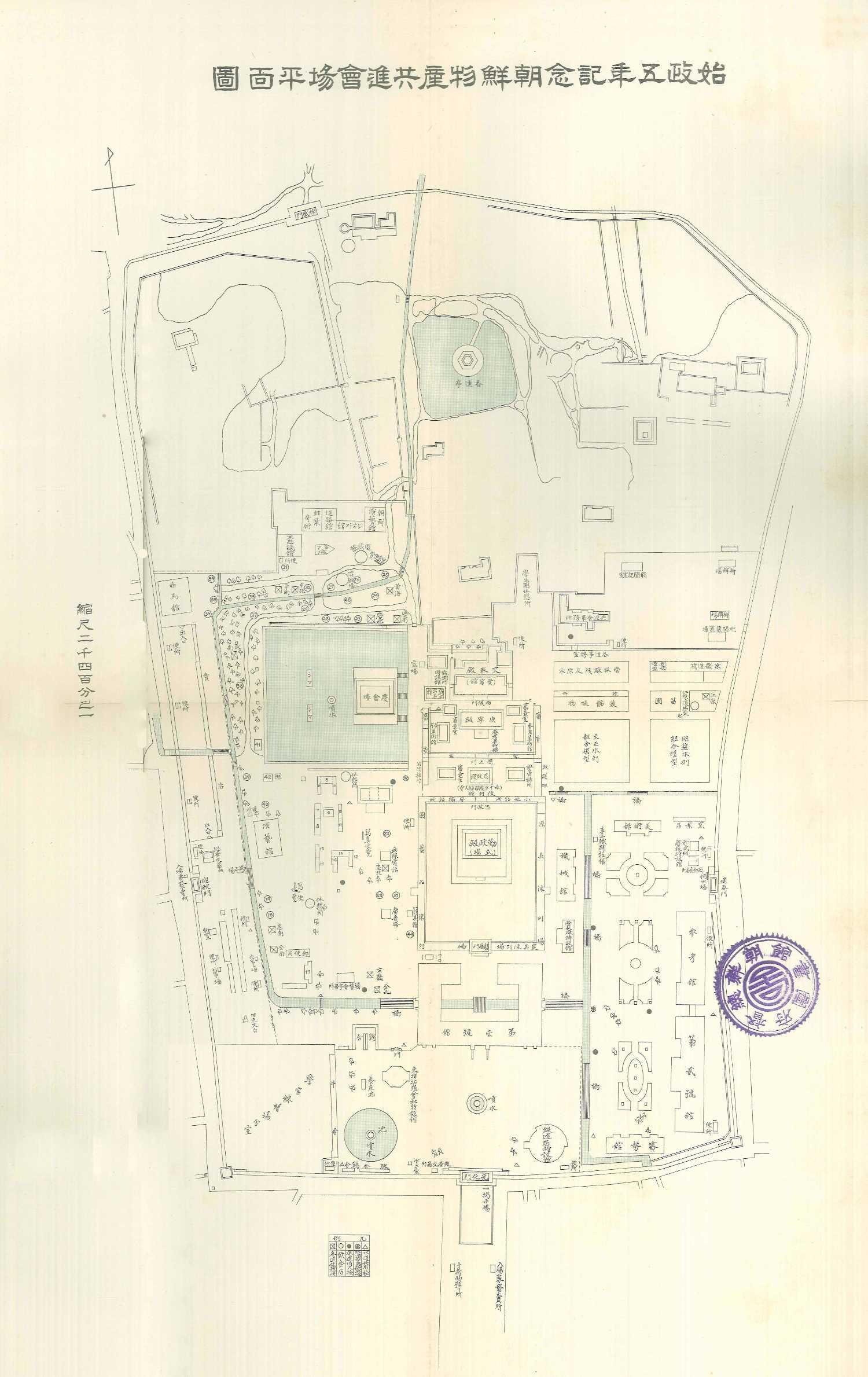
박람회 기획 평면도
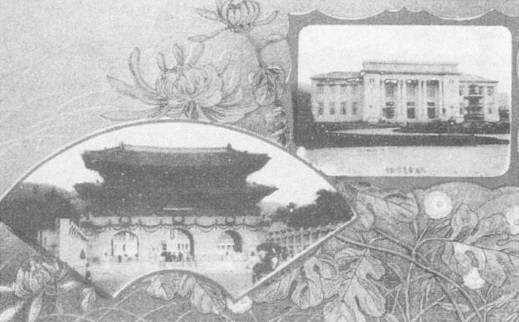
박람회장 정문으로 쓰인 광화문과 미술관의 모습
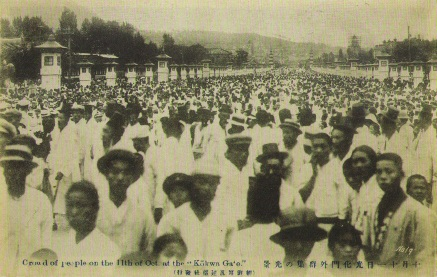
박람회 첫날 모여든 인파
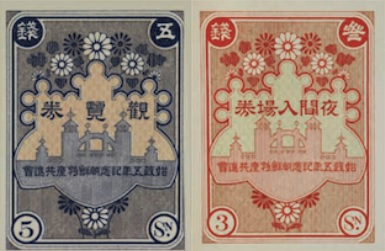
입장권 (좌 - 주간전시, 우 - 야간전시)

## 결과와 평가

### 경복궁의 훼손

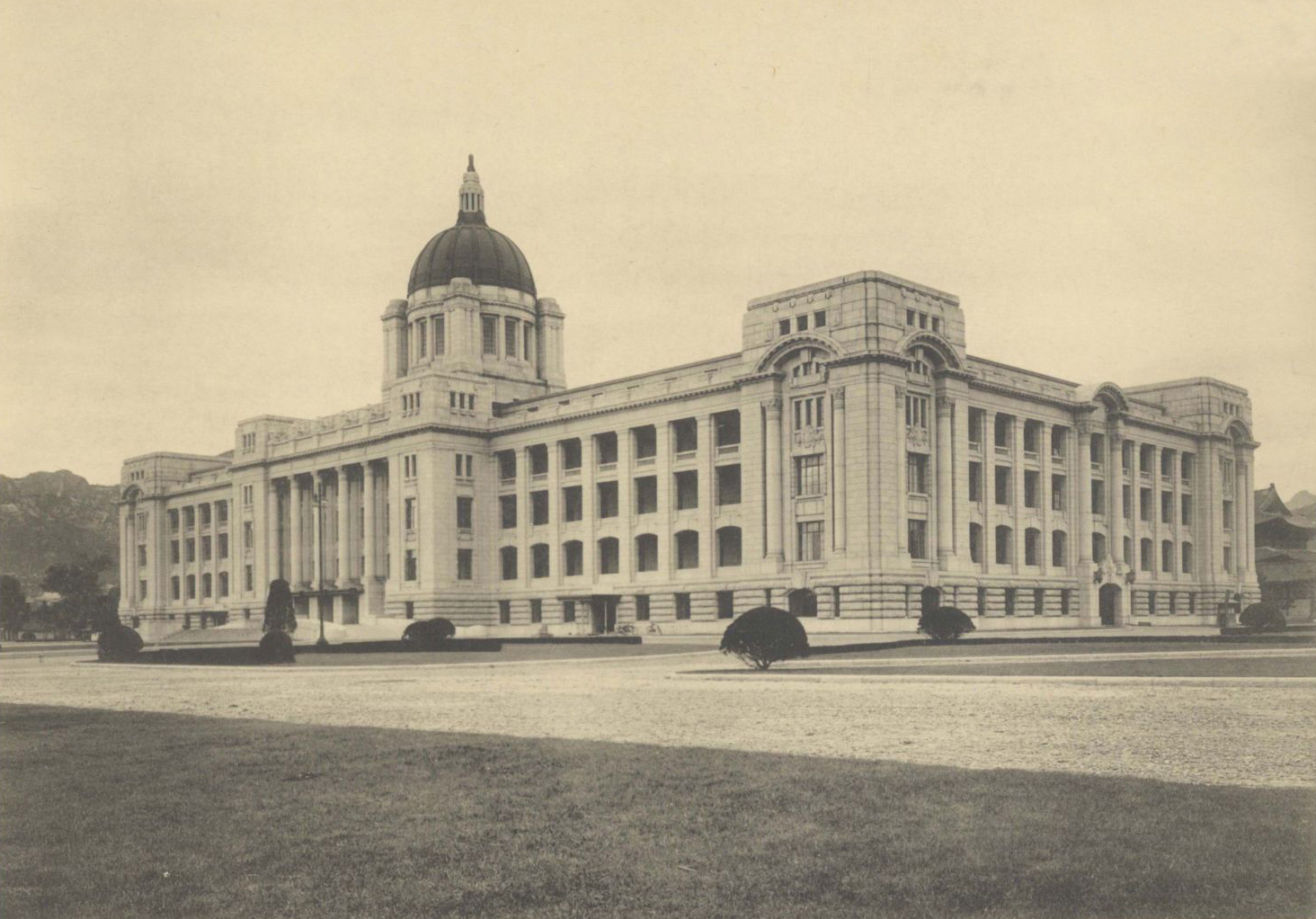
박람회장 자리에 건설된 조선총독부 청사

1913년부터 총독부는 박람회 부지 확보를 목적으로 근정전, 경회루 등의 일부만을 남기고 경복궁 내 전각 4,000여칸을 헐어버렸다. 그렇게 확보한 부지 위에는 전시장으로 쓰일 석조건물과 가건물 18동, 그리고 프랑스식 정원을 조성하였다. 광화문은 박람회 출입문으로 쓰였으며, 문 앞에는 일장기와 국화 문양으로 꾸며진 가설 장식문이 덧대졌다.
박람회가 끝난 뒤 미술관은 조선총독부 박물관으로 이름만 바꾸고 전시 내용은 거의 유지한 채 운영되었다. 이후 조선총독부 박물관은 식민주의 역사학 구축과 선전에 기여하는 전시 기관으로 자리매김했다.
공터로 남은 흥례문 권역에는 조선총독부 청사 건설이 계획되었으며, 1926년에 완공되었다. 이 건물은 8·15 광복 후 중앙청이라는 이름으로 국회의사당, 정부청사, 국립중앙박물관으로 쓰이다가 1995년 김영삼 정부의 '역사 바로세우기' 사업의 일환으로 철거되었다. 흥례문은 2001년에 다시 복원되었다.

## 참고문헌
- 朴美貞「植民地朝鮮の博覧会事業と京城の空間形成」立命館言語文化研究21-4号、2010年、p157
- 李泰文「1915年朝鮮物産共進会の構成と内容」慶應義塾大学日吉紀要 言語・文化・コミュニケーション (30), 25-61, 2003
- 이상해, 《궁궐ㆍ유교건축》, 서울: 솔 출판사, 2004

## 같이 보기
- 조선박람회
- 식민지 박람회(en:Colonial exhibition)